# Bayonne (New Jersey)
Bayonne – miasto portowe w Stanach Zjednoczonych, w stanie New Jersey. W 2006 na powierzchni 29,1 km² zamieszkiwało je 58 844 osób.
W mieście rozwinął się przemysł rafineryjny, maszynowy, włókienniczy, chemiczny oraz stoczniowy.

## Miasta partnerskie
- Bayonne, Francja